# Dredge-up
Dredge-up (česky promíchávání, ustálený výraz dosud není) je perioda ve vývoji hvězdy, kde se povrchová konvektivní zóna rozšiřuje dolů do vrstev s materiálem, ve kterém probíhá nukleosyntéza. Výsledkem je zamíchání produktů fúze do vnějších vrstev atmosféry hvězdy. Takovéto nuklidy se mohou objevit ve spektru hvězdy.
První dredge-up nastává, když hvězdy hlavní posloupnosti přecházejí do větve červených obrů. Výsledkem tohoto konvektivního mixování je atmosféra indikující spektrální stopy vodíkové fúze: 12C/13C a C/N poměry jsou zmenšeny a povrchový nadbytek lithia a berylia může být snížen. U hvězd 4 až 8krát hmotnějších než Slunce, když se fúze helia v jádře blíží ke konci, proudění promíchá produkty uhlíkového cyklu, jehož vyvrcholením je druhý dredge-up.  Tento druhý dredge-up vyvrcholí ve zvýšení přebytku povrchového 4He a 14N, zatímco množství 12C a 16O se sníží. 
Třetí dredge-up nastane po vstupu masivní hvězdy do asymptotické větve obrů, přičemž proběhne heliový záblesk zároveň s hořením helia. Tento dredge-up způsobuje vystoupání helia, uhlíku a produktů s-reakce na povrch hvězdy. Výsledkem je zvýšení přebytku uhlíku v poměru ku kyslíku, který může vytvořit uhlíkovou hvězdu.